# 翟鏡
翟鏡（1493年—1552年），字秉明，號石村，河南河南府洛陽縣人，醫籍，明朝政治人物。

## 生平
正德十一年（1516年）丙子科河南鄉試第十三名舉人，嘉靖八年（1529年）中式己丑科會試第一百八十八名，三甲第一名進士。歷任徽州府同知、山東按察司僉事，官至浙江布政使司參政。

## 家族
曾祖翟通，醫學正科，贈監察御史；祖父翟庭蕙，陝西按察司副使；父翟璉。母孟氏。慈侍下。兄翟銑，弟翟鍊。